# Операція «Гірська лють»
Операція «Гірська лють», або «Гірська фурія» (англ. Operation Mountain Fury) — операція міжнародних сил сприяння безпеці в Афганістані під керівництвом НАТО.

## Історія
Офіційно операція розпочалася 16 вересня 2006 року, і стала по суті продовженням канадської операції «Медуза». Основне завдання операції полягало в ліквідації бойовиків Талібану, а також у наданні економічної допомоги провінціям і соціальної підтримки громадянам Афганістану.
В операції взяли участь близько 4000 афганських військових і поліцейських, а також близько 3000 військових міжнарожної коаліції і НАТО. Основні дії операції проводилися в провінціях Пактіка, Пактія, Хост, Кандагар, Газні, Урузган, Забуль, Гільменд і Логар.

## Хронологія подій
- 16 вересня 2006 року офіційно розпочато операцію.
- 18 вересня 2006 року в окрузі Панджвай, провінції Кандагар, терористом-смертником було вбито 19 осіб[2].
- 18 вересня 2006 року в Кабулі унаслідок вибуху загинуло четверо афганських поліцейських і 11 цивільних.
- 19 вересня 2006 року в провінції Гільменд під час операції вбито 8 бойовиків Талібану[3][4].
- 19 вересня 2006 року в Кабулі силами міжнародної коаліції заарештовано четверо бойовиків Аль-Каїди.
- 20 вересня 2006 року загинули 44 бойовика, 1 афганський поліцейський і 1 італійський солдат[5].
- 21 вересня 2006 року було вбито четверо бойовиків Талібану, які намагалися знищити нафтовий танкер; також у цей день 5 бойовиків були затримані американськими військами. Один італійський солдат загинув[6].
- 23 вересня 2006 року 19 цивільних загинули в провінції Кандагар; 25 талібів в провінції Урузган вбито у ході бою з місцевою поліцієї; 10 талібів убито в провінції Хельман[7].
- 24 вересня 2006 року афганські і коаліційні сили знищили 63 бойовика і захопили у заручники 21.
- 25 вересня 2006 року силами коаліції в провінції Пактіка було вбито 10 бойовиків Талібану; 2 афганських поліцейських і 1 американський солдат загинули унаслідок теракту з боку терориста-смертника.
- 26 вересня 2006 року унаслідок підриву терориста-смертника вбито 9 афганських солдат; 1 італійський солдат загинув унаслідок теракту; 2 бойовика Талібану були заарештовані силами міжнародної коаліції;
- 27 вересня 2006 року терорист-смертник підібрався до канадської бази і підірвався, поранивши одного цивільного; 31 бойовика було вбито, ще 20 — взяті у полон.
- 29 вересня 2006 року внаслідок вибуху загинули двоє бойовиків Талібану, один афганський поліцейський і один канадський солдат.
- 30 вересня 2006 року терорист-смертник вбив 10-х цивільних.
- 2 жовтня 2006 року бойовики здійснили напад на поліцейську дільницю. Унаслідок почалася перестрілка, через яку загинули троє поліцейських і 10 бойовиків.
- 4 жовтня 2006 року підірвалися 2 терориста-смертника. Постраждало безліч цивільних й афганських поліцейських.
- 6 жовтня 2006 року війська коаліції заарештували одного терориста-смертника; унаслідок вибуху в окрузі Панджвай загинув канадський солдат.
- 7 жовтня 2006 року терорист-смертник атакував базу НАТО. Ніхто не постраждав; в іншому місці таліби напали на патруль сил міжнародної коаліції. Убитий 1 канадський солдат.
- 8 жовтня 2006 року вбито 16 бойовиків і двох заарештовано; 1 афганський солдат загинув.
- 12 жовтня 2006 року підірвалися два терориста-смертника, через що постраждали патрулі міжнародної коалції і випадкові перехожі; 20 бойовиків вбито.
- 13 жовтня 2006 року терорист-смертник, підірвавшись, завдав шкоди патрулю НАТО: помер один солдат і 8 випадкових цивільних; у той же день афганська поліція відбила напад талібів, убивши трьох бойовиків.
- 14 жовтня 2006 року загинуло 8 афганських поліцейських, 4-х талібів вбито і 9-х взято у полон.
- 15 жовтня 2006 року коаліційні сили у ході операції вбили 4-х талібів, а ще 3-х — взяли у полон.
- 16 жовтня 2006 року двоє терористів-смертників унаслідок вибуху вбили 4 цивільних; у той же день трьох бойовиків убито.
- 17 жовтня 2006 року внаслідок авіаудару сили НАТО вбили 24-х талібів, ще 8 було заарештовано.
- 18 жовтня 2006 року сили коалції вбили 32-х талібів.
- 19 жовтня 2006 року внаслідок підриву терористом-смертником загинуло двоє дітей і один афганський поліцейський; у той же день Альянс здійснив авіаудар, унаслідок якого вбито 5 бойовиків.
- 20 жовтня 2006 року загинув 1 афганський солдат; було вбито одного бойовика і ще 4 захоплені у полон.
- 22 жовтня 2006 року було вбито 15 бойовиків.
- 23 жовтня 2006 року під час спроби увійти до Кабула захоплено у полон 15 бойовиків.
- 24 жовтня 2006 року силами НАТО під Кандагаром вбито 48 талібів.
- 25 жовтня 2006 року під час нападу талібів на військову базу було вбито 70 бойовиків. Загинув військовослужбовець ISAF.
- 30 жовтня 2006 року було вбито 55 бойовиків і ще 20 поранено. Один солдат НАТО був убитий у ході шестигодинної війни у провінції Забуль. Також троє солдатів НАТО отримали поранення.
- 31 жовтня 2006 року внаслідок бойових дій між НАТО та Талібаном загинули четверо військовослужбовців. 12 бойовиків убито. Також двоє солдатів були поранені внаслідок теракту в провінції Газні.
- 1 листопада 2006 року в провінції Хост убито трьох бойовиків, а ще одного захоплено у полон. У цей же день терорист-смертник поранив двох солдатів Альянсу.
- 3 листопада 2006 року загинуло двоє афганських поліцейських.
- 4 листопада 2006 року Альянс завдав авіаудар по силам Талібану.
- 6 листопада 2006 року щонайменше двох бойовиків було вбито силами коаліції, а також 6-х взято у полон.
- 8 листопада 2006 року вбито 28 бойовиків; троє афганських поліцейських загинули в засідці; трьох бойовиків взято у полон силами коаліції.
- 9 листопада 2006 року силами НАТО вбито 6 бойовиків.
- 10 листопада 2006 року силами НАТО вбито 12 бойовиків.
- 11 листопада 2006 року міжнародна коаліція скинута бомбу в районі Бермаль: щонайменше 20 бойовиків було убито.
- 12 листопада 2006 року силами НАТО захоплено у полон 6 бойовиків.
- 16 листопада 2006 року внаслідок помилкових дій британських військ загинуло двоє цивільних; у той же день вбито 6 бойовиків.
- 23 листопада 2006 року внаслідок мінометного обстрілу загинув один солдат і ще один отримав поранення.
- 25 листопада 2006 року афганськими військами вбито 55 бойовиків; один солдат загинув.
- 27 листопада 2006 року терорист-смертник підрвався, забравши життя двох солдатів.
- 28 листопада 2006 року внаслідок підриву двох терористів-смертників загинув 1 поліцейський, а ще один зазнав поранення; у той же день неподалік Кабула загинули 2 солдати НАТО.
- 29 листопада 2006 року у провінції Кандагар під час рейду вбито 6 бойовиків.
- 1 грудня 2006 року вбито 16 бойовиків і ще 9-х захоплено у полон.
- 3 грудня 2006 року терорист-смертник поранив трьох офіцерів НАТО, ще троє цивільних загинуло.
- 4 грудня 2006 року силами НАТО вбито 7 бойовиків.
- 5 грудня 2006 року поранено двох офіцерів НАТО; четверо бойовиків убито.
- 6 грудня 2006 року загинуло 5 цивільних.
- 11 грудня 2006 року авіаударом НАТО убито 9 бойовиків; у той же день загинуло троє афганських офіцерів.
- 19 грудня 2006 року авіаударом НАТО убитий лідер повстанців Ахтар Мохамед Османі.
- 11 січня 2007 року убито 150 талібів.
- 13 січня 2007 року загинув британський військовослужбовець; у той же день вбито 30 бойовиків.
- 15 січня 2007 року операція офіційно завершена.

## Втрати
- НАТО і МССБ

Під час операції було вбито 107 військовослужбовців, з них: 71 афганців, 16 американців, 12 канадців, 6 британців і двох італійців. Поранення зазнали 229 військовиків, з них: 190 американців, 27 канадців, 7 британців, 4 італійця і один естонець.
- Талібан

Загинуло 1131 бойовиків Талібану, 179 ув'язнено, або взято у полон.
- Цивільні

Унаслідок нападів талібів і повітряних ударів НАТО загинуло близько 100 цивільних осіб.